# 堂ノ上遺跡
座標: 北緯34度58分19秒 東経135度54分41秒 / 北緯34.97194度 東経135.91139度
堂ノ上遺跡（どうのうえいせき）は、滋賀県大津市神領にある官衙跡。1978年3月14日に国の史跡に指定され、2002年3月19日に指定範囲が追加された。

## 概要
奈良時代から平安時代前期まで存続した、近江国庁関連の官衙遺跡である。 琵琶湖から流れ出す瀬田川の瀬田橋から東の近江国庁方面へ古代の官道（旧東山道）が通じていたが、堂ノ上遺跡はこの官道を見下ろす、比高8メートルの独立丘陵上に所在する。周辺には古代官衙関連遺跡が集中しており、堂ノ上遺跡は『延喜式』に言及される勢多駅（せたのうまや）の跡ともいわれている。

## 遺構
当地にあった官衙施設は奈良時代、8世紀半ばに創建され、平安時代前期（9世紀後半から10世紀前半）に廃絶した。遺構は礎石建て・瓦葺の建物群跡と掘立柱建物群跡が重複するが、年代的には前者が先行する。礎石建て・瓦葺の建物は東西棟の正殿・後殿とみられる建物と、その東南方に南北棟の脇殿とみられる建物があり、これらを築地で囲んでいた。正殿の礎石は残っておらず、雨落溝の跡が残るのみで、その平面規模は東西21メートル、南北9メートルである。脇殿は礎石の根石が残り、南北4間、東西1間（実長は12.0×4.5メートル）であった。
掘立柱建物群は、上記の礎石建て・瓦葺の建物群を縮小再建したもので、正殿は5間×3間（実長は12.0×6.3メートル）の高床建物。その南方左右に脇殿があり、規模は5間×3間（実長は15.0×5.6メートル）であった。周囲には築地ではなく掘立柱塀がめぐらされていた。
出土品のなかに承和十一年（844年）の年記をもつ瓦があり、瓦葺建物は少なくとも844年までは存在していたことがわかる。